# 藤田泰子

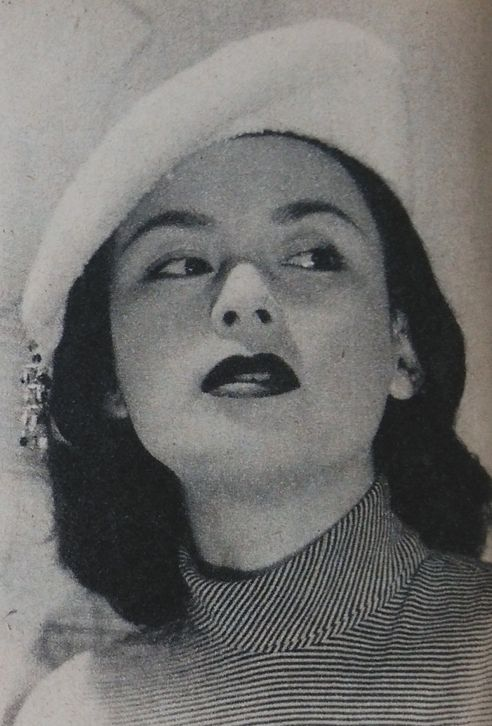
1952年頃

藤田 泰子（ふじた やすこ、1926年6月22日 - 2015年1月17日）は日本の女優。

## 来歴
宮城県仙台市生まれ。東京にある武蔵野高等女学校（現・武蔵野女子学院高等学校）を卒業。1946年からアーニーパイル劇場に出演。1950年に吉村公三郎監督の松竹『春雪』のヒロインに抜擢され、同作品で銀幕デビュー。同年の中村登監督『エデンの海』では、鶴田浩二を相手役にヒロイン清水巴を演じた。1951年の吉村監督『偽れる盛装』に助演した後フリーになり、本多猪四郎監督『南国の肌』（1952年、木曜プロ）、大曾根辰夫監督『鞍馬天狗 天狗廻状』（同、松竹）、小石栄一監督『南海の情火 ギラム』（同、東映）など、各社の作品に出演。1953年に結婚のため映画界を去った。夫は音楽プロモーターの永島達司。外タレの応対にはその美貌を活かしたという。

## 出演作品
1950年
- 春雪
- 大学の虎
- エデンの海

1951年
- 偽れる盛装
- 暁の急襲

1952年
- 若人の誓い
- 若き女性に贈る
- 南国の肌
- 鞍馬天狗 天狗廻状
- 佐渡ガ島悲歌
- 南海の情火 ギラム
- 底抜け青春音頭